# Ibn al-Nadim
 (mars 2025).
Abū al-Faraj Muḥammad ibn Isḥāq al-Nadīm (en arabe ابن النديم محمد بن إسحاق المعتزلي), communément appelé Ibn al-Nadīm (ابن النديم ; mort le 17 septembre 995 ou 998), est un scientifique, érudit et un bibliographe arabo-musulman,[réf. incomplète],, auteur du Kitab-al-Fihrist, un index complet, selon les mots de l'auteur lui-même, de tous les livres arabes de l'époque.

## Biographie
Très peu de choses sont connues de sa vie, pas même l'origine de son surnom al-nadim, qui signifie le compagnon d'un personnage important, peut être même le calife.
Il vécut principalement à Bagdad, dans l'actuel Irak. Libraire et calligraphe de profession, il recopiait des manuscrits à la commande, charge qu'il a héritée de son père. Ses maîtres furent al-Sirafi (mort en 978-9), al-Munadhdhim (mort en 963) et le philosophe al-Mantiqi. Il appartint au cercle du fils d’Ali ben Isa, le bon vizir des Banu al-pharrah, qu’il loue pour son profond savoir de la logique et des sciences grecques, perses et indiennes. Ibn al-Nadim rencontra aussi le philosophe chrétien Ibn al-Khammar. Aucun de ses maîtres ne fut un sunnite orthodoxe. Ils partagèrent une admiration pour la philosophie, en particulier celle d’Aristote, ainsi que pour les sciences grecques et indiennes qu’ils tenaient pour vastes ainsi que pour leur tolerance. 

## Œuvre
Son principal ouvrage publié en 988 est le Kitab-al-Fihrist qui, d’après sa brève préface, se veut un index de tous les livres écrits en langue arabe, que ce soit par des Arabes ou des non-Arabes. Il n'existait avant son œuvre que des livres recensant les œuvres poétiques (tabaqat).

### Œuvres
- The Fihrist of al-Nadim, a tenth-century survey of muslim culture, trad. Bayard Dodge, New York, Columbia University Press, 1970, 2 vol., XXXIV-1149 p., rééd. Kazi Publications 1998.

### Études
- G. Ferrand, Relation de voyages et textes géographiques arabes, persans et turks relatifs à l’Extrème-Orient, 2 vols, Paris, 1913-14, I, pp. 118-36.
- Encyclopedia Iranica